# Agar cioccolato

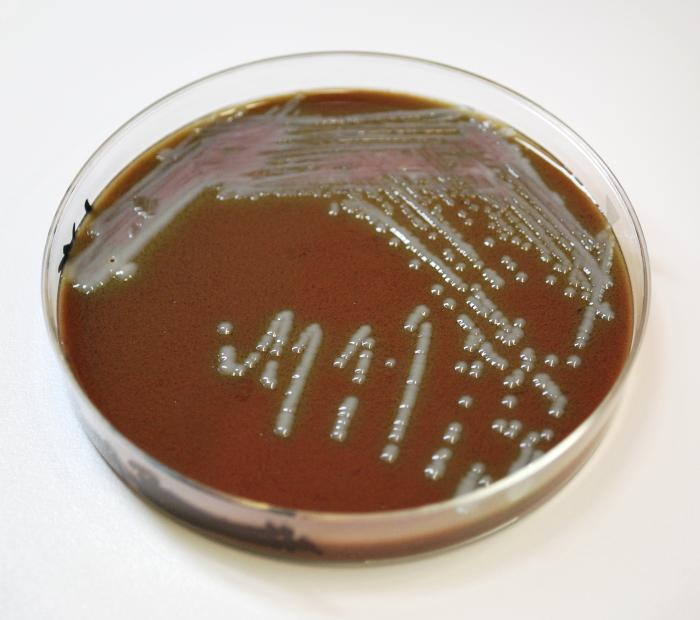
Agar cioccolato con colonie di F. tularensis

L'agar cioccolato è un terreno di coltura non selettivo, arricchito e scarsamente differenziale. Si tratta di una variante dell'agar sangue impiegato per la crescita di microrganismi particolarmente esigenti dal punto di vista nutritivo, come Neisseria e Haemophilus influenzae.

## Composizione e preparazione
L'agar cioccolato possiede gli stessi ingredienti dell'agar sangue, tuttavia necessita di una preparazione differente: si prepara una base nutritiva sospendendo la polvere in una beuta e la si sterilizza in autoclave a 121 °C per 15 minuti, successivamente si scioglie il terreno a bagnomaria a 80 °C e, sotto cappa a flusso laminare, si aggiunge il sangue con il terreno ancora caldo. In questo modo, il sangue viene cotto a 80 °C e gli eritrociti, lisati, disperdono l'emoglobina nel terreno, che assume un color marrone cioccolato.

## Usi
L'agar cioccolato non viene utilizzato per le prove emolitiche, in quanto gli eritrociti sono già stati lisati dal calore; tuttavia viene comunque considerato debolmente differenziale perché una buona capacità di osservazione permette di riconoscere un'eventuale α-emolisi grazie all'ossidazione dell'emoglobina a metaemoglobina. Questo terreno è impiegato per la crescita di batteri esigenti come le specie del genere Neisseria oppure l'Haemophilus influenzae; inoltre può essere addizionato di supplementi selettivi, per l'isolamento di solo una delle specie sopracitate.